# St. Jakobus (Creußen)
St. Jakobus ist eine evangelisch-lutherische Kirche in Creußen im Landkreis Bayreuth.

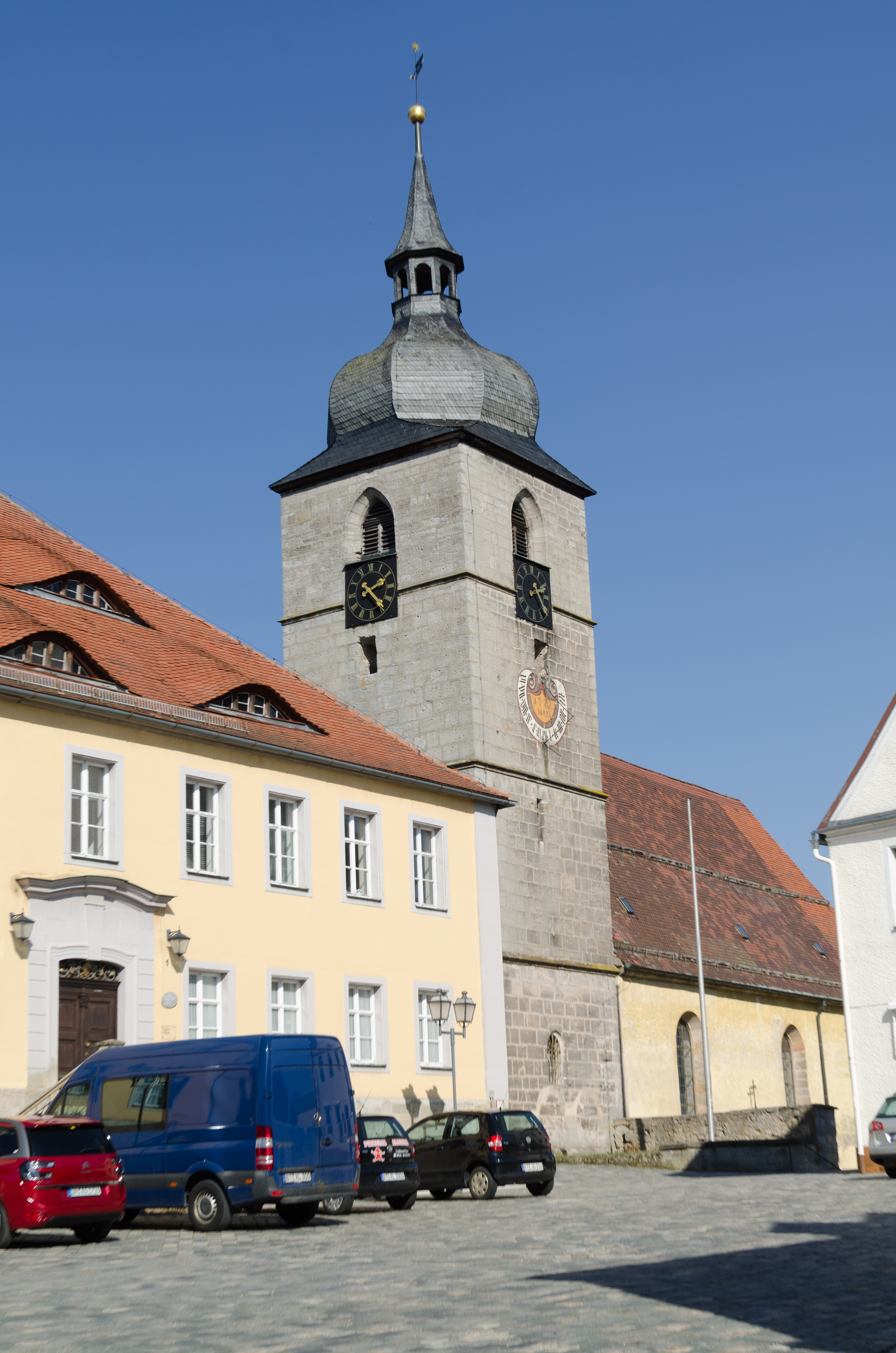
St. Jacobus (Creußen)

## Ursprünge
Vermutlich bestand schon innerhalb des Castra Crusni (Burg Creußen) des Schweinfurter Herzogs Heinrich von Schweinfurt, genannt Hezilo, eine eigene Kirche. Das sehr dicke Mauerwerk des Kirchturms deutet auf eine Nutzung innerhalb einer Verteidigungsanlage hin. Diese Kirche wurde jedoch im Hussitenkrieg 1430 zerstört.

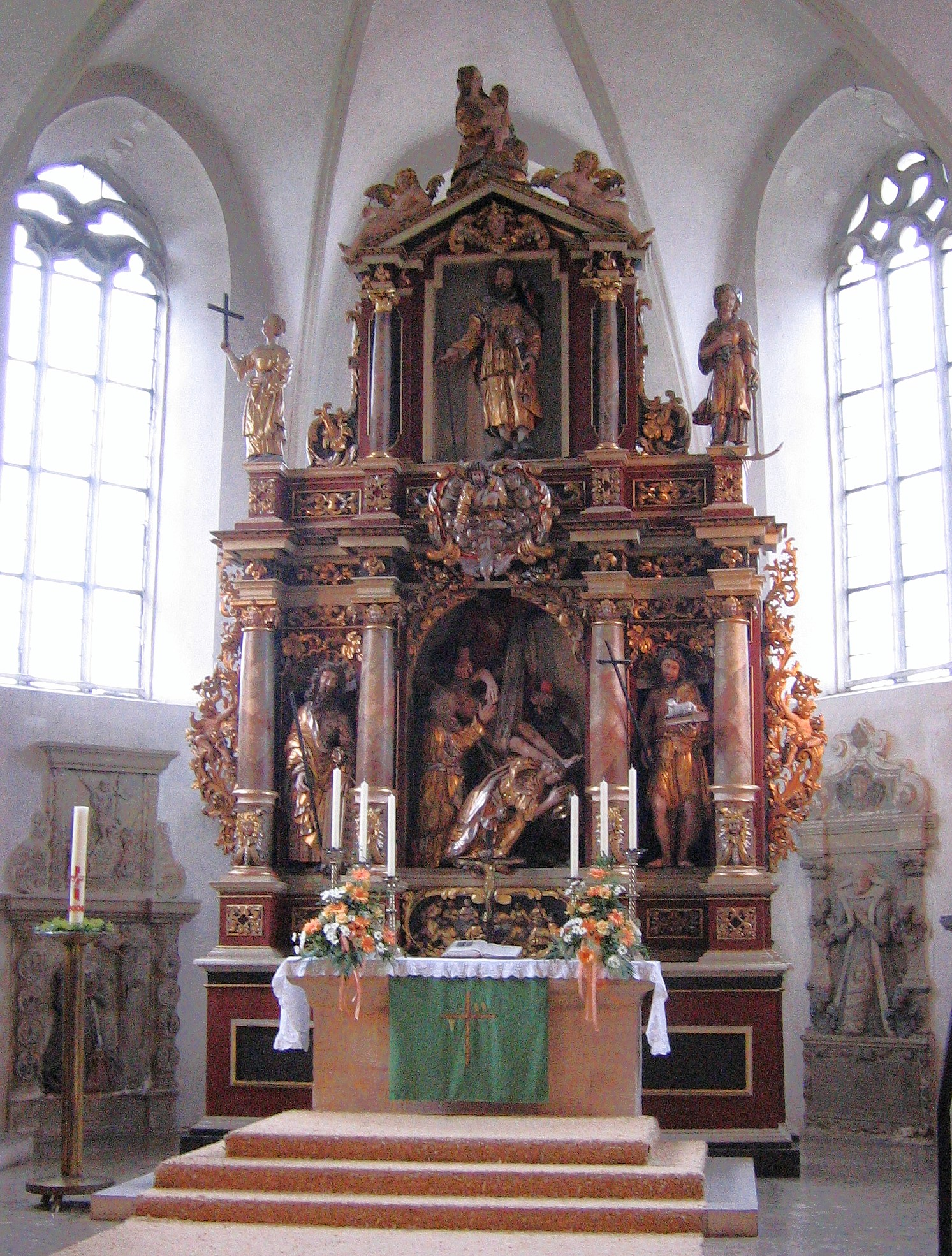
Altar der St. Jakobuskirche

## Baugeschichte
Nach dem Hussitenkrieg wurde die Kirche bis 1477 wiederaufgebaut. Ein Knick in der Chorachse ist vermutlich durch den Untergrund und die Lage am Steilabfall zum Roten Main entstanden. 1510–1520 entstand das Sakramentshäuschen am Chor. Inwieweit die Kirche im Zweiten Markgrafenkrieg 1553 zerstört wurde, ist nicht bekannt. 1567 wurde der Turm um ein Stockwerk erhöht; 1633 brannte er bei der Zerstörung der Stadt Creußen aus. Die Kirche selbst wurde nicht beschädigt. Der Turmhelm wurde erst 1643 wieder erneuert.
Die Bauschäden am Ende des 17. Jahrhunderts wurden nach eingehender Begutachtung unter Markgraf Christian Ernst beseitigt. Hierbei wurde auch das Langhaus erhöht und vor das Hauptportal eine Vorhalle gesetzt. Das Wappen des Markgrafen befindet sich noch an der Langhauswand.
1710 erfolgte der Anbau des Treppenhauses an der Sakristei. Bei einer teilweisen Purifizierung von 1868 bis 1870 wurde die  Barockkanzel entfernt. Die eingebaute neogotische Kanzel wurde wiederum bei der letzten Renovierung 1969 durch ein barockes Modell ersetzt.

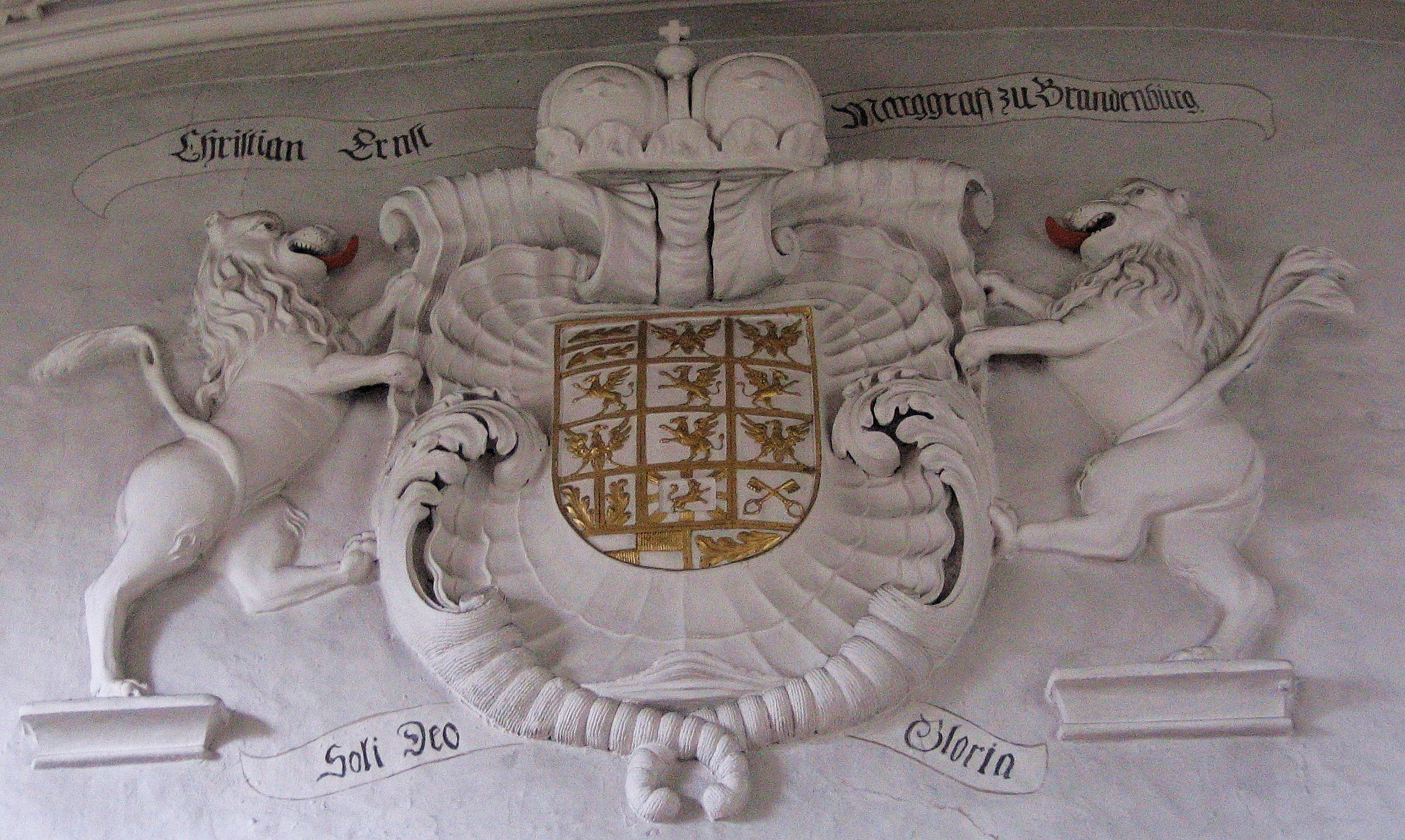
Kartusche des Markgrafen Christian Ernst

## Kunstwerke
Die Deckenfresken stammen von Gabriel Schreyer. Sie stellen u. a. Christi Himmelfahrt und die Anbetung der Hirten dar. Die Engelsköpfe an den Doppelemporen wie auch die meisten anderen Schnitzarbeiten am Choraltar von 1706 bis 17 stammen von Elias Räntz. Die Stuckarbeiten fertigte der Bayreuther Hofstuckateur Bernhard Quadri aus Lugano an. Hierzu zählen auch die große Kartusche mit dem Wappen des Markgrafen und das Creußener Stadtwappen.

## Besonderheit
Durch die Hanglage ist es möglich, die Kirche auf zwei Ebenen zu betreten. Damit war auch eine gewisse Trennung der Kirchenbesucher gegeben, da der Pfarrsprengel sich weit über Creußen hinaus erstreckte.